# 北哈里卡恩鎮區 (伊利諾伊州費耶特縣)
北哈里卡恩鎮區（英語：North Hurricane Township）是位於美國伊利諾伊州費耶特縣的一個行政鎮區。

## 地方資料
根據2010年美國人口普查的數據，北哈里卡恩鎮區的面積為70.20平方千米，當中陸地面積為70.10平方千米，而水域面積為0.10平方千米。當地共有人口257人，而人口密度為每平方千米3.66人。